# سعود بن فیصل بن ترکی آل سعود
سعود بن فیصل بن ترکی آل‌سعود (عربی: سعود بن فيصل بن تركي آل سعود؛ ۱۸۵۰–۱۸۷۵) سیاستمدار اهل شبه‌جزیره عربستان و از اعضای ارشد آل سعود بود.